# 华山儿童公园
华山儿童公园位于中華人民共和國上海市长宁区华山路1575号，毗邻华山绿地，园名由周谷城题词，始建于1952年。属三星级公园，占地面积2800平方米，绿化面积达百分之70。儿童游乐场地在园内共有两处，南边有面积140平方米，北面有面积约90平方米，并设有滑梯、跷跷板。历史发展：1950年批复为公园用地，1950年6月12日开工，1952年5月1日建成开放，完成后只对儿童使用。1983年第二季度进行过改建。1999年再次改建，增加90米鹅卵石健身步道，现属长宁园林管理所。由于2020新冠病毒影响停园后于2020年3月13日恢复开放。